# جورج دبليو. برادفورد
جورج دبليو. برادفورد (بالإنجليزية: George W. Bradford)‏ هو سياسي أمريكي، ولد في 9 مايو 1796، وتوفي في 31 أكتوبر 1883. حزبياً، نشط في الحزب الجمهوري. وقد انتخب عضو جمعية ولاية نيويورك وانتخب عضو مجلس ولاية نيويورك.